# 야마구치 류토
야마구치 류토(일본어: 山口龍人, 1987년 6월 24일 ~ )는 일본의 배우이다.